# Roland GS

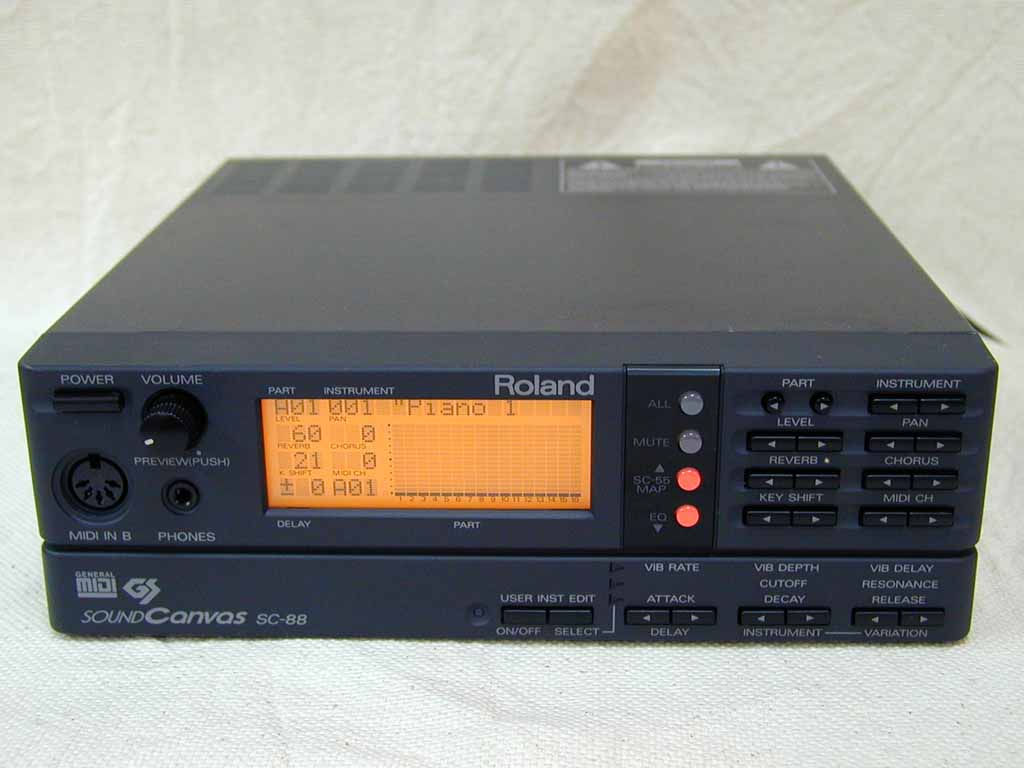
Roland SC-88

Roland GS или просто GS (иногда именуется как General Standard или General Sound) — расширение спецификации General MIDI. Оно требует, чтобы все оборудование, совместимое с GS, соответствовало определенному набору функций, а также интерпретирует интерпретации некоторых MIDI-команд и последовательностей байтов, таким образом определяя больше инструментов, контроллеров для звуковых эффектов и т.д.
GS учитывает некоторую критику простоты оригинального стандарта General MIDI, сохраняя при этом полную совместимость в прямом направлении и даже некоторую обратную совместимость. GS определяет 98 дополнительных тональных инструментов, еще 15 ударных инструментов, 8 ударных наборов, 3 эффекта (реверберация / хорус / вариация) и некоторые другие функции, тем самым дополняя стандарт MIDI. В свое время Roland предоставляла пользователям собственный проигрыватель MIDI-файлов под названием SB-55 Sound Brush.
Roland SC-55 является первым синтезатором для поддержки стандарта General MIDI, также поддерживающим стандарт GS.

## История
Организации со всего мира верили, что General MIDI можно сделать более универсальным, что собственно и стало причиной разработки компанией Roland стандарта GS. Он как и прежде является расширением спецификации GM, то есть может обеспечить множество дополнительных контроллеров и звуков, сохраняя при этом звуковую карту и подчиняясь всем протоколам GM. Это означает, что пользователь стандарта Roland GS также сможет воспроизводить любую песню, предназначенную для General MIDI, но при этом он может добавлять больше эффектов и звуков. Композиторы могут профессионально изменять звуки с Roland GS, используя набор эксклюзивных системных функций Roland, которые позволяют достичь реконфигурации и настройки. Расширения GS были впервые представлены и реализованы на модулях серии Roland Sound Canvas, начиная с Roland SC-55 в 1991 году. Первая модель поддерживала 317 инструментов, 16 одновременных мелодичных голосов, 8 перкуссионных голосов и режим совместимости для Roland MT-32 (хотя он только эмулировал его и не имел возможности программировать оригинальный MT-32) и приобрела огромную популярность.
Следующим важным шагом в расширении GS стал SC-88, появившийся в 1994 году. Он привел до 32 одновременных голосов, 654 инструмента и 24 барабанных набора и занял позицию высокопроизводительного модуля тонового генератора на рынке.
В дополнение к серии Sound Canvas, Roland также обеспечил совместимость GS в собственной профессиональной линейке через клавиатуру JV-30 и плату расширения VE-GS1 для других инструментов серии JV. Кроме того, совместимость GS обеспечивается в спецификации GM2, которой Roland помог создать и активно поддерживать.

## Особенности

### Банки
Сравнение GS с General MIDI все еще существует, так как программа в каждом отдельном банке будет совпадать с оригиналом 128 в карте патча инструмента GM. В Sound Canvas использовались дополнительные пары контроллеров, cc # 0 и cc # 32, чтобы указать до 16384 (128 * 128) «вариаций» каждого мелодичного звука, определенного General MIDI. Как правило, для выбора семейства (например, 1 - SC-55, 100 - MT-32 и т.д.) использовался сперва cc#32 (Bank Select LSB), затем cc#0 (Bank Select MSB) для установки конкретного варианта банков.

### Наборы ударных
Как и General MIDI, GS для партии ударных все еще использует 10-й канал, но они могут быть также доступны и на любом канале с помощью SysEx. За один раз можно использовать только два разных набора ударных. Всего 9 различных наборов:
| 1  | Standard Kit   | Стандартная ударная установка, использующаяся в General MIDI               |
| 9  | Room Kit       | Барабаны записаны с комнатной атмосферой                                   |
| 17 | Power Kit      | Более мощные звуки ударных и малого барабана                               |
| 25 | Electronic Kit | Имитация электронных барабанов                                             |
| 26 | TR-808 Kit     | Аналоговый барабанный набор, включающий в себя звуки ударных Roland TR-808 |
| 33 | Jazz Kit       | Ударные звучат мягче, чем в Standart Kit                                   |
| 41 | Brush Kit      | Добавлены звуки щеток                                                      |
| 49 | Orchestra Kit  | Коллекция концертных барабанов и литавр                                    |
| 57 | Sound FX Kit   | Коллекция звуковых эффектов                                                |

### Дополнительные перкуссионные ноты
Было добавлено еще 14 барабанных нот, которые охватывают барабанные наборы от 1 до 49:
- 27 High Q
- 28 Slap
- 29 Scratch Push
- 30 Scratch Pull
- 31 Sticks
- 32 Square Click
- 33 Metronome Click
- 34 Metronome Bell
- 82 Shaker
- 83 Jingle Bell
- 84 Belltree
- 85 Castanets
- 86 Mute Surdo
- 87 Open Surdo

### Дополнительные события контроллера
Начиная с SC-55 и SC-88, в контроллер были добавлены следующие события:
- 0   Bank select MSB
- 5   Portamento time
- 32  Bank select LSB
- 65  Portamento
- 66  Sostenuto
- 67  Soft Pedal
- 84  Portamento Control
- 91  Effect 1 (Reverb) Send Level
- 93  Effect 3 (Chorus) Send Level
- 94  Effect 4 (Delay) Send Level
- 98  NRPN LSB
- 99  NRPN MSB
- 120 All Sounds Off
- 121 Reset all controllers
- 123 All notes off

### Сообщения SysEx
Появились сообщения, которые позволяли пользователю включать или выключать режим GS, устанавливать параметры процессора эффектов, изменять EG-конверты и т.д.

## Поддерживающие устройства
Начиная с 1991 года, Roland стала выпускать MIDI-устройства с поддержкой GS.

### Модули генератора тона
- M-GS64
- RA-90
- SC-50
- SC-55
- SC-55mkII
- SC-33
- SC-155
- SC-55ST
- SC-55ST-WH
- SC-55K
- CM-300
- CM-500
- SC-88
- SC-88VL
- SC-88ST
- SC-88Pro
- SC-88STPro
- SC-880
- SC-8850
- SC-8820
- SC-D70
- SD-90
- SD-80
- SD-50
- SD-35
- SD-20
- DS-330 (Boss)
- Yamaha MU1000EX
- Yamaha MU2000EX

### Секвенсоры
- SD-35
- PMA-5
- MC-80EX (VE-GS PRO expansion board; SC-55, SC-88, SC-88 PRO maps)